# Anolis compressicauda
Anolis compressicauda (мальпоський лускатий аноліс) — вид ігуаноподібних ящірок родини анолісових (Dactyloidae). Ендемік Мексики.

## Поширення і екологія
Мальпоські лускаті аноліси мешкають на північному сході Оахаки, на півдні Веракрусу та на заході Чіапасу. Вони живуть у вологих тропічних лісах на рівнинах і в передгір'ях та в сосново-дубових лісах, трапляються на кавових плантаціях та на пасовищах. Зустрічаються на висоті від 500 до 1200 м над рівнем моря.

## Збереження
МСОП класифікує цей вид як вразливий. Anolis compressicauda загрожує знищення природного середовища.